# 松本隆博
松本 隆博（まつもと たかひろ、1961年（昭和36年）2月10日 - ）は、日本のシンガーソングライター。

## 来歴
兵庫県尼崎市出身。父・松本譲一、母・秋子の長男。幼稚園のときに松本家が兵庫県尼崎市の長洲から潮江に引っ越す。中学1年生の頃に、父に買ってもらった3千円の白いギターとの出会いをキッカケにギターに目覚める。
兵庫県立尼崎北高等学校から大阪電気通信大学卒業。大学では落研に入る。大学卒業後、豊中信用金庫（現：北おおさか信用金庫）に入社。その後数回の転職を経て、2003年に松下電器産業（現：パナソニック）とヒューマンアカデミーの合弁会社ヒューマックスを設立し、取締役に就任。
システム開発事業を勧める傍ら、少年期からの趣味であるフォークギターの教則DVDを発売した。長年ライブ活動を行なっており、以前は路上で行うこともあったが、2007年頃からはライブハウスで行なっている。
2009年4月、退社。現在は「妊娠したいを応援するサイトVEAUTY」の顧問アドバイザー。

## 人物

### 社会活動
ニート・フリーター対策の為の活動も積極的に行っており、「生きるとは? 働くとは? 勉強するとは?」といったテーマで、全国の高校へ月に平均4 - 5校も出張講演で周り、その学校を訪れた事をブログに更新し、その学校の生徒が講演の感想などを書けるようにしている。
厚生労働省わかものハローワーク広報大使、NPO法人「赤ちゃんファミリー応援隊」理事、小中学生を対象とした学校の代わりとなる居場所フリースクール「こころ」の校長なども務める。
2013年7月に開催された「部落差別等撤廃と人権確立を目指す奈良県民会議」で、講演ライブを行う。
2023年3月11日、三重県津市一志町田尻の一志農村環境改善センターで開催された令和4年度津市人権講演会で、松本は「家族の絆・親子の絆」をテーマに講演ライブを行った。ギターを手にして現れた松本は、少年時代に起った様々な話を振り返りながら、裕福ではない日々の暮らしの中でも子供たちを楽しませるため、様々な工夫を凝らした弁当をつくるなどしてくれた母親への感謝や、家族への思いを語った。

### 人柄
礼儀、団体スポーツ、団体行動が苦手で、納得できないこと、意味がないことが嫌いである。また人見知りで生意気である。そういう自分の性格を「タチが悪いのではなく純粋でピュア」と思っているという。
血液型B型。身長180cm。
自身のSNSでは時折保守派的な意見を述べる事がある。
南こうせつと長渕剛をこよなく愛する。
会社生活を経て学んだものは「謙虚と笑顔」だと、多くの雑誌インタビューで語っている。
シンガーソングライターとしての最終活動目標は、紅白出場してみんなに勇気をあたえること。
世の中のオカンになりたい人を応援し、オカンをもっと日本に配する事が国を元気にする、と真剣に考える。

### 交友関係
交友関係は幅広く左翼、リベラル系の知識人や活動家から自民党の政治家に至るまで面識があるという。
德永英明は中学時代からの友人で、ちゃらんぽらんとは高校の同期生である。

### 評価
高須光聖によると、「昔から暴力的なイメージがない。文化人的なイメージ。」と語り、弟も「(暴力は)ほとんどない。優しい。地球に優しいエコ兄ちゃん。」と認めている。

### 親族
祖父は松本昇次郎。父は松本譲一。母は秋子（三重県津市出身）。弟は松本人志。姉がいる。
松本家のあった潮江はアスファルトの道路から少し入ると舗装されていない細い路地が入り組み、お湯を張ったタライに女性が裸で入っていたり、窓から大声で「田中のボケェーッ」という叫び声が聞こえたり、と個性がある人が多く住んでいたという。
祖父・昇次郎の腕には入れ墨が入っていた。いつも先に鋼を入れた特注の下駄を履いたが、ケンカになったとき相手を蹴るためだったという。
松本家は、お笑いに非常にシビアで「面白くなければダメ」が家訓だった。

## 作品

### DVD
取締役 松本隆博のフォークギター教室（2006年）
本格的なフォークギターの教則。同DVDには「尼崎なオカン♪」のPVが収録されている。

### CD
- 大阪エヴェッサ応援歌「商売繁盛でかかってこんかい」（2007年、インディーズ盤）
役員をつとめる、ヒューマックスの親会社ヒューマングループが運営する大阪エヴェッサの応援歌。
- 尼崎なオカン♪（2007年7月11日、マジックアイランドレコード）
母への感謝とささやかなことでも親孝行をしたいという思いがつづられている。
- 「お母ちゃんの言うとおり」（2008年4月30日、ソニー・ミュージックレコーズ）
カップリングには、「尼崎なオカン（紅白バージョン）」という風にあくまでも家族、母親に拘った楽曲を製作。
- 「親友/舞い降りた天使」（2009年6月20日、COMELAND）
- 「親孝行三部作/松本隆博ベスト3」（2011年7月）
- 「かぞく」（2010年6月23日、Buzzword Records）
- 「アーティスト」（2012年1月25日、Buzzword Records）
- 「5段変速の自転車」（2012年12月15日、sunecho&comeland）
- 「チュにぎり」（2015年11月1日、A24music）

### 書籍
- 松本の兄（2007年7月、秋田書店）
エッセイ本。2007年12月31日放送の『ダウンタウンのガキの使いやあらへんで!! 絶対に笑ってはいけない病院24時』にネタとしてこの本が登場したとき、「人志、覚えてる?」というキャッチコピーに対し、人志は「本にせんでも直接俺に言うたらええやないか」と苦笑した。また相方・浜田雅功が笑いを避けるため、本を裏返したところ裏表紙の帯に隆博がギターを持ち、ほくそ微笑んでいる写真が掲載されており、それを見るや否や人志と浜田は大爆笑へと誘われた。
- 松本兄のng（2008年3月、学研）
自身が40歳を超えてやっとなりたい自分をめざし、動き出した。その思いを少しでも早い段階から感じて欲しいと思い本にした。“生きるとは・働くとは・勉強するとは”などをテーマに、ニートフリーター対策としても実施。この本をもとに全国の高校などに出向いて講演会も実施している。
- 松本家のオカン（2008年3月、主婦と生活社）
母親の秋子のことを書いた本。

## 出演番組

### テレビ
- HEY!HEY!HEY! MUSIC CHAMP（フジテレビ）
  - 南こうせつがチャンプで出演した時にファンとして出演。意気投合し、一緒に数曲を歌った。
  - 第1回HEY!HEY!HEY!MUSIC AWARDSの松本隆博賞を南こうせつが受賞した時、中継で出演。
  - B'zがゲスト出演した際、松本孝弘と同じ名前（同音異字である）の人が質問するVTRに出演。
- ワイド!スクランブル（テレビ朝日、2007年7月25日）
  - 水曜日のコーナー「山本晋也の人間一滴」にゲスト出演し、山本晋也と対談。
- ダウンタウンのガキの使いやあらへんで!!（日本テレビ）
  - 2007年の大晦日に放送された「絶対に笑ってはいけない病院24時」にて、トラップである江守徹率いる医師団の一人として参加した。他にも数々の企画に出演している。

### ラジオ
- さくらのブロラジ（2007年、ラジオ関西）
- ポルノグラフィティ岡野昭仁のオールナイトニッポン（2007年6月23日、ニッポン放送）
- 松本隆博の人生遊歩道 (2020年4月 - 、南海放送)
- 松本隆博のラジオするならエントリー（2021年7月 - 、 発するFM）[6]
- 松本隆博の『ココロにツボ!』 (2021年9月 - 、FM愛媛)
- 松本隆博のngラジオ! (2023年6月 - 2024年6月28日 、FM大分)

### CM
- 日清製粉「日清のたこ焼き粉」「日清のお好み焼き粉」（1997年）[7]

### オリジナルビデオ
- 忍者旋風ONIGIRI（2008年4月30日、エミューエンタテイメント）